# Děmjanka
Děmjanka (rusky Демьянка) je řeka v Omské a v Ťumeňské oblasti v Rusku. Je 1160 km dlouhá. Povodí má rozlohu 34 800 km².

## Průběh toku
Pramení v bažinách Vasjugaňja. Teče mezi nízkými lesnatými břehy přes Západosibiřskou rovinu. Ústí do Irtyše. Největší přítoky jsou Keum zprava, Tegus, Imgyt zleva. Děmjanka na přelomu října listopadu zamrzá a ledy se uvolňují v květnu.

## Využití
Řeka je splavná.